# Ozërnoe (Oblast' autonoma ebraica)
Ozërnoe (in lingua russa Озёрное) è un centro abitato dell'Oblast' autonoma ebraica, situato nell'Oktjabr'skij rajon.